# Azerithonica hyrcanica
Espèce
Azerithonica hyrcanica est une espèce d'araignées aranéomorphes de la famille des Agelenidae.

## Distribution
Cette espèce se rencontre en Azerbaïdjan et en Iran.

## Description
Le mâle holotype mesure 4,75 mm et la femelle paratype 4,60 mm.

## Publication originale
- Guseinov, Marusik & Koponen, 2005 : Spiders (Arachnida: Aranei) of Azerbaijan 5. Faunistic review of the funnel-web spiders (Agelenidae) with the description of a new genus and species. Arthropoda Selecta, vol. 14, no 2, p. 153-177 (texte intégral).